# Прикордонний міст у Старому Богуміні
Прикордонний міст у Старому Богуміні з'єднує польські Халупкі та Старий Богумін у Чехії. У сучасному вигляді міст був відкритий 1899 року, раніше на тому місці існували дерев’яні переправи. Мост відкритий для автомобілістів, пішоходів та велосипедистів. 
Перший дерев'яний варіант мосту, відомий з літопису, був збудований за кошт веймарського князя Яна. Однак 1626 року цей міст був зруйнований. Ще один дерев'яний міст був закритий 1833 року через поганий технічний стан; п'ять років потому його знесли. Будівництво мосту, що існує й досі, розпочалося 1 вересня 1898 року. Він був відкритий 4 жовтня 1899, в день народження імператора Франца Йосифа I. Тоді міст дістав назву Ювілейного мосту імператора Франца Йосифа (цю назву було скасовано 1923 року). Наприкінці Другої світової війни в ніч з 30 на 1 травня 1945 р. міст був підірваний німецькими вояками. Після війни його відбудували. 
На момент створення, міст було розташовано на кордоні Німецької імперії з Австро-Угорщиною. 1918 року, після закінчення Першої світової війни, він з'єднував німецький і чехословацький кордони, а після окупації Заолжя 1938 року, німецький і польський кордони. Під час Другої світової війни райони по обидва боки річки були приєднані до складу Німеччини. Після закінчення війни Заолжя повернулося до Чехословаччини, а райони, що належали Німеччині, перейшли до поляків. Після розпаду Чехословаччини 1 січня 1993 року, польсько-чехословацький кордон став польсько-чеським. Пункт пропуску на прикордонному переході розташовувався з польської сторони. 21 грудня 2007 року прикордонний контроль було скасовано відповідно до Шенгенської угоди.
Під час повеней 1997 року міст був пошкоджений, і закритий для великого руху. Після відкриття нового дорожнього мосту 19 січня 2007 року, рух старим мостом  повністю припинився. Після лагодження під'їзних шляхів до мосту на чеській стороні 23 листопада 2009, він був знову відкритий для руху автомобільного транспорту.
Міст завдовжки 142 м і завширшки 6 м. Висота дна сягає 200,60 м над рівнем моря. Він має чотири прогони, два з яких підтримуються сталевими, ґратовими балками.